# Thricops tatricus
Thricops tatricus är en tvåvingeart som beskrevs av František Gregor Jr 1988. Thricops tatricus ingår i släktet Thricops och familjen husflugor. Inga underarter finns listade i Catalogue of Life.